# 1320

## Události
První písemná zmínka o obci Malhostovice.

## Narození
Česko
- ? – Vojtěch Raňkův z Ježova, profesor a rektor pařížské Sorbony († 15. srpna 1388)

Svět
- 9. února – Kateřina Habsburská, dcera rakouského vévody Leopolda († 28. září 1349)
- 19. dubna – Petr I., portugalský král († 18. ledna 1367)
- 25. května – Togon Temür, poslední císař říše Jüan a veliký chán Mongolů († 23. května 1370)
- neznámé datum
  - Rudolf Lotrinský, lotrinský vévoda, účastník reconquisty († 26. srpna 1346)
  - Markéta z Ravensbergu, německá šlechtična († 13. února 1389)
  - Ragibag, císař říše Jüan a veliký chán mongolské říše († 14. listopadu 1328)
  - Everard t'Serclaes, brabantský šlechtic a pán na hradě Kruikenburg († 13. března 1388)
  - Marie z Lancasteru, anglická šlechtična a pravnučka anglického krále Jindřicha III. († 1. září 1362)
  - Čchen Jou-liang, zakladatel povstaleckého státu a dynastie Velká Chan († 23. srpna 1363)
  - Ludvík I., neapolský král († 26. května 1362)

pravděpodobně narození
- Klaret, český spisovatel, učenec, lékař a lexikograf, kanovník katedrály svatého Víta a mistr pražské univerzity († 3. května 1370)
- Markéta z Norfolku, anglická šlechtična a vnučka krále Eduarda I. († 24. března 1399)
- Jan Viklef, anglický filozof a realista († 31. prosince 1384) – další možností je narození v roce 1331

## Úmrtí
České země
- 23. října – Heidenreich Sedlecký, opat sedleckého kláštera (* ?)

Svět
- 7. února – Jan Muskata, biskup krakovský a diplomat (* 1250)
- 1. března – Ajurbarwada, čtvrtý císař říše Jüan a sedmý veliký chán mongolské říše (* 9. dubna 1285)
- 2. června – Petr z Aspeltu, mohučský arcibiskup (* 1250?)
- 17. června – Blanka Francouzská, kastilská infantka a vévodkyně z Cerdy (* 1253)
- červenec – Jindřich II. Braniborský, německý šlechtic a braniborský markrabě (* kolem 1308)
- 18. srpna – Adléta Brunšvická, druhá manželka Jindřicha Korutanského (* okolo 1300)
- 12. října – Michael IX. Palaiologos, byzantský spoluvládce (* 17. dubna 1277)

## Hlavy státu
Jižní Evropa
- Iberský poloostrov
  - Aragonské království – Jakub II. Aragonský
  - Kastilské království – Alfons XI. Kastilský
  - Portugalské království – Dinis I.
- Itálie
  - Benátská republika – Giovanni Soranzo (1312–1328)
  - Papež – Jan XXII.
  - Sicilské království – Fridrich II. Sicilský

Západní Evropa
- Francouzské království – Filip V
- Anglické království – Eduard II.
- Skotské království – Robert I.

Severní Evropa
- Dánské království – Erik VI. – Kryštof II.
- Norské království – Magnus VII.
- Švédské království – Magnus Eriksson (1319–1363)

Střední Evropa
- Svatá říše římská – Ludvík IV. Bavor x Fridrich Sličný
  - České království – Jan Lucemburský
  - Rakouské vévodství – Fridrich Sličný
  - Arcibiskupství brémské – Jens Grand (Jan I.) (1310–1327)
  - Holandské hrabství – Vilém III. (1304–1337)
- Polské knížectví – Vladislav I. Lokýtek
- Uherské království – Karel I. Robert

Východní Evropa
- Velkoknížectví litevské – Gediminas (1316–1341)
- Velkoknížectví moskevské – Jurij III. Daniilovič
- Bulharské carství – Theodor Svetoslav (1300–1321)
- Byzantská říše – Andronikos II.

B lízký východ a sever Afriky
- Osmanská říše – Osman I.
- Kyperské království – Jindřich II. (1310–1324)
- Mamlúcký sultanát – Al-Násir Muhammad (1309–1340)
- Ílchanát – Abu Sa'id (1316–1335)

Asie
- Čínské císařství – Ajurbarwada (1311–1320)

Afrika
- Habeš – Amda Sion I. (1314–1344)
- Říše Mali – Mansa Musa I. (1312–1337)